# Stinson L-1 Vigilant
El Stinson L-1 Vigilant (designación de compañía Model 74) fue un avión ligero de observación estadounidense de los años 40, construido por la Stinson Aircraft Company en Wayne (Míchigan) (por noviembre de 1940, una división de la Vultee Aircraft Corporation). Este avión fue operado por el Cuerpo Aéreo del Ejército de los Estados Unidos como O-49 hasta 1942.

## Diseño y desarrollo
El Vigilant fue diseñado en respuesta a una competición de diseño del Cuerpo Aéreo del Ejército de los Estados Unidos de 1938 por un avión ligero de observación. Cuando se mostró el Fieseler Storch de fabricación alemana en las Cleveland Air Races, el Cuerpo Aéreo revisó sus especificaciones en un intento de igualar las prestaciones del Storch. Stinson (más tarde una división de Vultee) ganó el contrato de 1,5 millones de dólares por encima de otros 11 competidores, incluyendo los Bellanca YO-50 y Ryan YO-51 Dragonfly.
El Model 74 era un monoplano de ala alta de un solo motor radial con dispositivos sustentadores de borde de ataque para obtener prestaciones de baja velocidad y alta sustentación. El avión prototipo fue construido con slots automáticos de borde de ataque de envergadura total fabricados por Handley Page y flaps ranurados. Al Model V-74 se le dio la designación YO-49 del Ejército para las evaluaciones, realizando el primer vuelo el piloto Al Schramm el 15 de julio de 1940.
El avión estaba fabricado de tubos de acero y tela, con el fuselaje por delante del ala encofrado de chapa metálica. Las superficies de control y el empenaje eran de acero inoxidable recubierto de tela. La planta motriz Lycoming tenía arranque por manivela de inercia, y estaba equipado con una hélice Hamilton Standard de velocidad constante. Al menos, 12 conversiones de ambulancia fueron equipadas con flotadores Edo 49-4000 (con un desplazamiento de 4000 lb). para realizar aterrizajes y despegues anfibios.
El Vigilant era capaz de detenerse en menos distancia que su propia longitud, y podía mantenerse en vuelo estable a 49,89 km/h. Como anécdota, se dice que el Vigilant era capaz de volar hacia atrás con viento fuerte de cara.

## Historia operacional

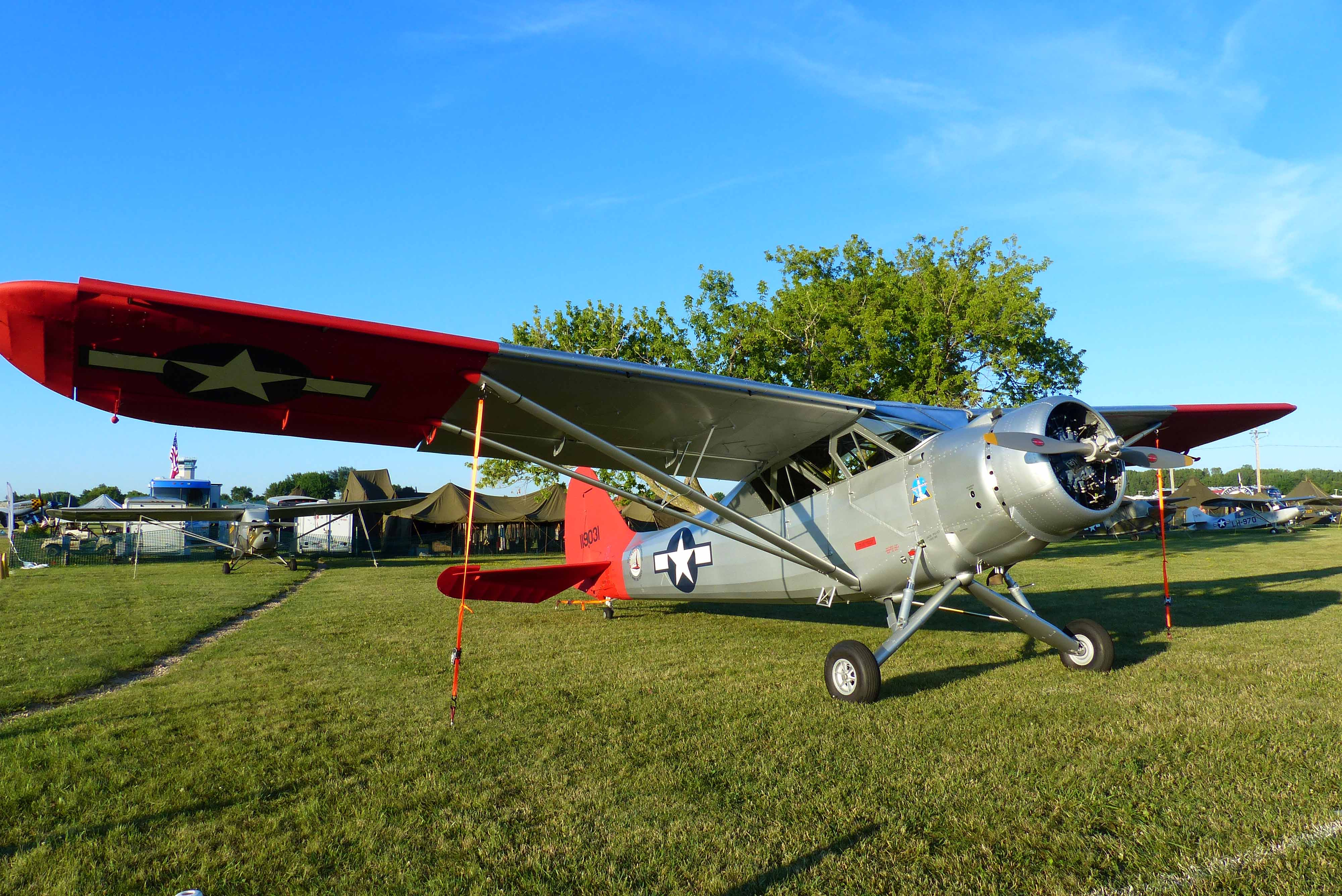
L-1 de 1941, Reserve Grand Champion, AirVenture 2016.

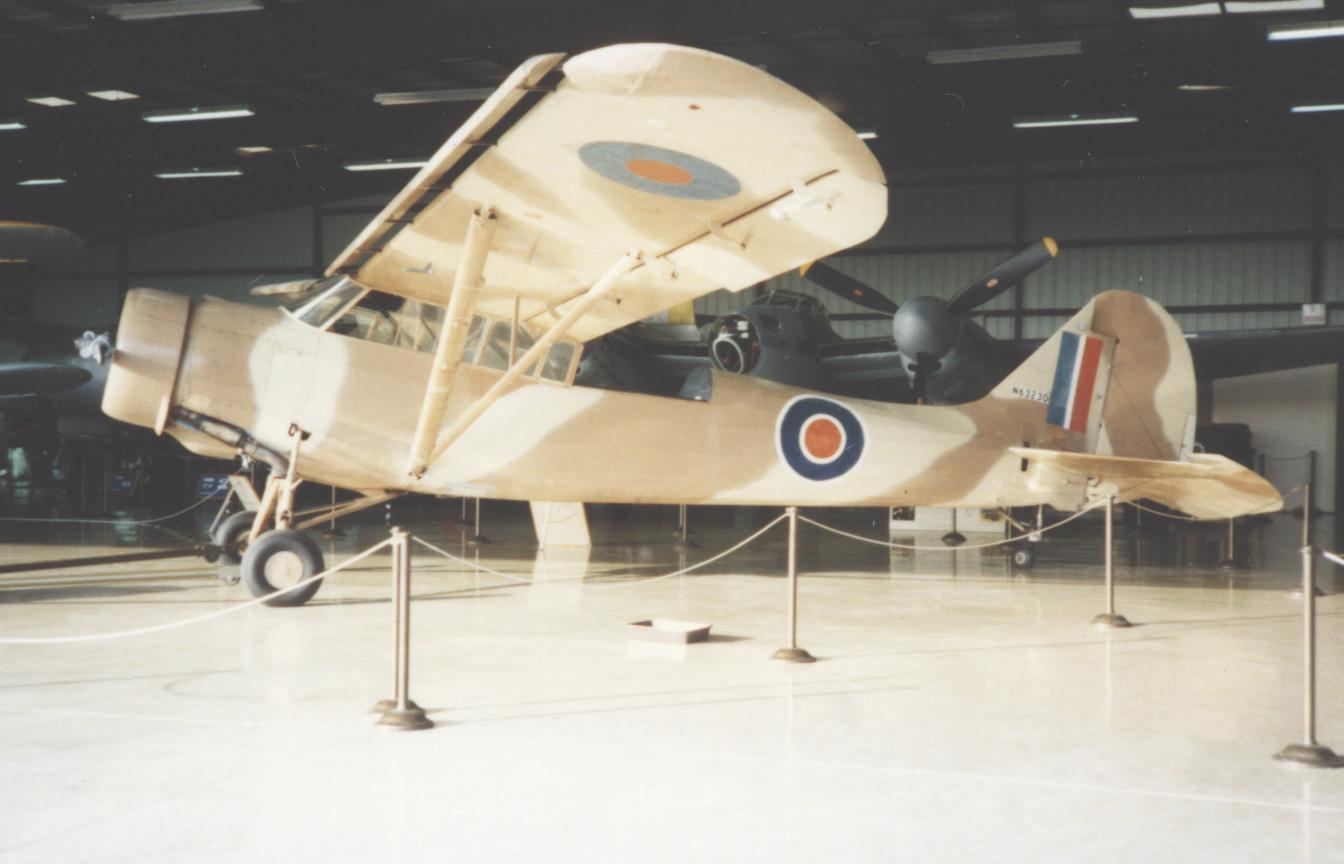
O-49 Vigilant ex-USAAC en el Weeks Museum en Tamiami, Florida, en 1989, llevando colores de estilo RAF.

El Stinson Vigilant fue utilizado en diversas tareas, como remolcar planeadores de entrenamiento, observación de artillería, enlace, rescate de emergencia, transporte de suministros y vuelos especiales de espionaje. Se concedió más tarde otro contrato por el O-49A, que tenía un fuselaje más largo y otros cambios de equipamiento. En abril de 1942, el avión fue redesignado L-1 y L-1A (liaison, enlace). Hasta 17 aviones L-1 y 96 L-1A fueron asignados a la Real Fuerza Aérea británica bajo la Ley de Préstamo y Arriendo, con variaciones en cuanto a las cantidades realmente entregadas (ver Variantes, abajo). La RAF designó al avión como Vigilant Mk I y Vigilant Mk II, respectivamente. El general Harry Crerar, Jefe del Primer Ejército Canadiense en Europa durante la Segunda Guerra Mundial, mantuvo un Vigilant para su uso personal.
El avión fue modificado para realizar una variedad de tareas, incluyendo la de avión ambulancia. No se emitieron más órdenes de producción, ya que el avión fue sustituido por la compra de grandes números de Piper J-3 Cub militarizados, el L-4 Grasshopper (junto a conversiones similares de Aeronca y Taylorcraft), y del propio L-5 Sentinel de Stinson, del que se produjeron cerca de 4000 ejemplares; todos fueron clasificados genéricamente como aviones "salta charcos".
Un Vigilant fue modificado en 1943-44 para realizar experimentos de control de capa límite.

## Variantes

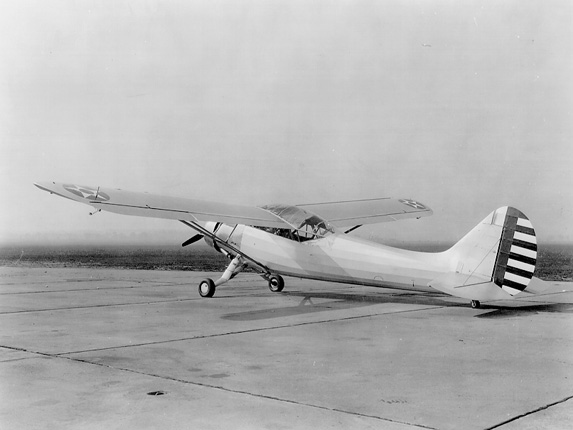
O-49 Vigilant en Patterson Field durante la Segunda Guerra Mundial.

Model 74 (V-74)
Designación de la compañía.
O-49 Vigilant
Designación del Ejército estadounidense para el primer lote de producción, 142 construidos.
O-49A Vigilant
Fuselaje alargado 33 cm, 182 construidos.
O-49B Vigilant
Conversión a la variante ambulancia, tres o cuatro convertidos.
L-1 Vigilant
Redesignación de 1942 del O-49.
L-1A Vigilant
Redesignación de 1942 del O-49A.
L-1B Vigilant
Redesignación de 1942 del O-49B.
L-1C Vigilant
Variante ambulancia del L-1A, 113 convertidos.
L-1D Vigilant
Variante remolcador de planeadores de entrenamiento del L-1A, de 14 a 21 convertidos.
L-1E Vigilant
Variante ambulancia anfibia del L-1, siete convertidos.
L-1F Vigilant
Variante ambulancia anfibia del L-1A, cinco convertidos.
Vigilant Mk I
Designación de la RAF para el L-1, de 14 a 17 asignados por Préstamo-Arriendo.
Vigilant Mk II
Designación de la RAF para el L-1A, 96 asignados, alrededor de 13 a 54 entregados.
CQ-2 Vigilant
Conversión de la Armada estadounidense del L-1F como avión de control de drones, uno o más convertidos.
L-1 BLC
Un ejemplar modificado para realizar experimentos de control de capa límite.

## Operadores
Estados Unidos
- Cuerpo Aéreo del Ejército de los Estados Unidos

 Reino Unido
- Real Fuerza Aérea británica

## Supervivientes
Actualmente, sobreviven cinco ejemplares del Stinson L-1 Vigilant en museos de Estados Unidos.
- 40-283: L-1 en restauración por G & P.M. Turner en Londres.[8]
- 40-3102: L-1E en exhibición en el Fantasy of Flight en Polk City, Florida.[9][10] Este avión voló por primera vez tras la restauración el 18 de julio de 2013.[11]
- 40-3141: L-1 en exhibición en el Museo de Aviación del Ejército de los Estados Unidos en Fort Rucker, Alabama.[12][8]
- 41-18915: L-1F en exhibición en el Alaska Aviation Museum en Anchorage, Alaska.[13][14]
- 41-19031: L-1 propiedad de James P. Harker de Blaine (Minnesota).[15] Uno de las varias células compradas por el Fantasy of Flight para su restauración del 40-3102 y vendida posteriormente a C&P Aviation Blaine, MN.[16]
- 40-291[8] o 41-19039: L-1A en exhibición en el Museo Nacional de la Fuerza Aérea de Estados Unidos en Dayton (Ohio).[17]

## Especificaciones (L-1A)
Referencia datos: American Warplanes of World War II

### Características generales
- Tripulación: Tres
- Longitud: 10,4 m (34,3 ft)
- Envergadura: 15,5 m (50,9 ft)
- Altura: 3,1 m (10,2 ft)
- Superficie alar: 30,6 m² (329,4 ft²)
- Peso vacío: 1211 kg (2669 lb)
- Peso máximo al despegue: 1542 kg (3398,6 lb)
- Planta motriz: 1× motor radial se nueve cilindros refrigerado por aire Lycoming R-680-9.
  - Potencia: 220 kW (303 HP; 299 CV)

### Rendimiento
- Velocidad máxima operativa (Vno): 196 km/h (122 MPH; 106 kt)
- Alcance: 451 km (244 nmi; 280 mi)
- Techo de vuelo: 3900 m (12 795 ft)
- Régimen de ascenso: 2,1 m/s (407 ft/min)
- Carga alar: 50,4 kg/m² (10,3 lb/ft²)
- Potencia/peso: 0,143 kW/kg (0,0867 hp/lb)

## Aeronaves relacionadas

### Aeronaves similares
- Fieseler Fi 156
- Bellanca YO-50
- Ryan YO-51 Dragonfly
- Auster Aircraft Limited
- Miles Messenger
- Westland Lysander

### Secuencias de designación
- Secuencia Numérica (interna de Stinson): Model 10 - Model 74 - Model 105 - Model 108
- Secuencia O-_ (Aviones de Observación del USAAC/USAAF, 1924-1942): ← O-46 - O-47 - O-48 - O-49 - O-50 - YO-51 - O-52 →
- Secuencia L-_ (Aviones de Enlace de las USAAF/USAF, 1942-1962): L-1 - L-2  - L-3 - L-4 →
- Secuencia CQ-_ (Controladores de blancos aéreos de las USAAF, 1942-1948): CQ-1 - CQ-2 - CQ-3 - CQ-4